# Pierre Landry
Pierre Landry (* 1630 in Paris; † 11. Dezember 1701 ebenda) war ein französischer Kupferstecher und Verleger des 17. Jahrhunderts.

## Leben und Werk
Landry schuf eine Vielzahl von in Kupfer gestochenen Porträts von Persönlichkeiten seiner Zeit nach den Vorlagen anerkannter Künstler. Er ließ solche Kupferstiche aber auch als Verleger von anderen nahestehenden Kupferstechern wie François Langot in Auftragsarbeit herstellen. Er wurde als « peintre graveur et sculpteur » bezeichnet. Ein Werkverzeichnis gibt Charles Le Blanc in seinem 1856 in Paris erschienenen  Manuel de l’amateur d’estampes. Am 12. Dezember 1701 wurde er im Alter von 71 Jahren begraben.

## Familie
Der familiäre Zusammenhang Landrys bedarf der differenzierenden Darstellung, weil er den Mittelpunkt einer Künstlerfamilie darstellt. Er war in erster Ehe mit Gabrielle (geborene de Routau[lt], oder Drouteau, unterschiedliche Schreibweisen) verheiratet. Aus dieser Ehe gingen mehrere Kinder hervor.
- Marguerite, getauft in St. Benoît am 19. Oktober 1660; Taufpaten waren der Advokat Thomas Perillot und Marguerite Isaac, Ehefrau des Kupferstechers Nicolas de Regnesson.
- Margueritte-Agnès, getauft in St. Benoît am 14. September 1661; Taufpaten waren der Drucker Jean Cusson und die Wäscherin Marguerite Noblein.
- Élisabeth, getauft in St. Benoît am 24. April 1667; Taufpaten waren der Buchhändler Jean du Pins und Élisabeth Erragain, Ehefrau des Buchhändlers Denys Thierry.
- Ein Sohn Denis (1666–1713), getauft in St. Benoît am 14. Februar 1666; Taufpaten werden der Buchhändler Denys Thierry und Marie Piget, Ehefrau des Händlers Pierre Mariette. Denis Landry betätigte sich ebenfalls als Verleger von Kupferstichen, er starb am 2. April 1713.
- Der zweite Sohn François Landry (1669–1720) wurde, wenn auch wohl in geringerem Umfang als der Vater, als Kupferstecher aktiv. Er stach 1718 das Thesenblatt Allégorie en l’honneur du Régent zu Ehren des Herzogs von Orleans. Er starb am 26. Januar 1720.

Am 11. November 1697 heiratete er Élisabeth-Louise (de Hucqueville), eine Tochter von Louis und Claire du Ceil.
- Ein jüngerer Maler namens Pierre Landry wurde 1691 Mitglied der Lukas-Akademie in Paris, ohne dass die verwandtschaftliche Beziehung zu Vorstehenden deutlich wird.